# Kremogen
Kremogeny – przeciery (drobno przetarte owoce lub warzywa), które poddano zabiegom uszlachetniającym, mającym na celu zachowanie w jak największym stopniu wartości odżywczej użytego do ich produkcji surowca.
Przykładem zabiegu uszlachetniającego jest dodatek przeciwutleniaczy w czasie rozparzania, przede wszystkim kwasu askorbinowego. Produkcja kremogenów różni się od produkcji przecierów także przez dodatkowe czynności, jak odpowietrzanie czy homogenizacja, która jest stosowana w celu bardzo silnego rozdrobnienia tkanki roślinnej.
Kremogeny nie mogą być utrwalane w inny sposób niż metodami fizycznymi, np. poprzez zamrażanie czy pakowanie aseptyczne.
Kremogeny dosładzane i niedosładzane zaliczane są w towaroznawstwie do grupy przetworów owocowych. Mogą być użyte do dalszego przerobu, np. przy produkcji soków lub też do produkcji przetworów dla dzieci.